# Erik Bruhn - Artist of The Ballet
Erik Bruhn - Artist of The Ballet er en portrætfilm instrueret af Jørgen Mydtskov efter manuskript af Svend Kragh-Jacobsen.